# Chlorophorus puncticollis
Chlorophorus puncticollis là một loài bọ cánh cứng trong họ Cerambycidae.